# 大谷寺 (福井県越前町)
大谷寺（おおたんじ）は、福井県丹生郡越前町にある天台宗の寺院。山号は越知山。本尊は十一面観音、阿弥陀如来および聖観音（越知大権現の本地仏）。

## 歴史
この寺の創建年代等については不詳であるが、越知山三所大権現の別当寺として金毘羅山のふもとに建立されたと見られ、白山中宮平泉寺（福井県勝山市平泉寺）とともに山岳信仰（白山修験）の寺であった。明治元年（1868年）の神仏分離に伴い越知神社と大谷寺に分離された。

## 文化財
重要文化財
- 石造九重塔[1] - 元亨3年（1323年）建立

大谷寺旧蔵の重要文化財
以下2件は2009年文化庁が購入。
- 木造不動明王立像
- 木造泰澄及び二行者坐像

泰澄は奈良時代の修験者で白山を開いたとされる、半ば伝説化された人物である。仏像の三尊形式のように中央に泰澄像、左右に浄定行者（きよさだぎょうじゃ）像と臥行者（ふせぎょうじゃ）像を配する。泰澄像は像高44cm、浄定行者像と臥行者像はそれぞれ28cmと26cmの小像だが、泰澄像の古例として貴重である。泰澄像の胎内に明応2年（1493年）の墨書銘がある。

## 所在地
- 福井県丹生郡越前町大谷寺42-4-1